# Ковлер, Леонид Иосифович
Леони́д Ио́сифович Ко́влер (1929—2002) — оперный певец, солист Ташкентской и Ашхабадской Оперы, педагог, заслуженный работник культуры Российской Федерации (1992).

## Биография
Родился под Первомайском, Украина. В 1941 году, в начале Великой Отечественной войны, эвакуировался с семьей в Среднюю Азию. Продолжил учёбу в школе гор. Янги-Юля Ташкентской области, которую окончил с золотой медалью в 1946 году. В 1946—1950 годах учился на юридическом факультете Ташкентского Юридического Института и одновременно обучался пению в Ташкентской консерватории у В. П. Девлета. В 1950 поступил на вокальный факультет Московской консерватории в класс проф. Н. Н. Озерова. Там же, познакомился с женой, студенткой фортепианного отделения Розой Эйдус. В 1953 году был назначен солистом Большого театра имени Алишера Навои (Ташкентский оперный театр) и дебютировал в партии Германа («Пиковая дама» П. Чайковского) под руководством Н.А. Гольдмана. В 1955—1958 годах был ведущим солистом Ашхабадского оперного театра. Среди ролей Ковлера — Канио («Паяцы» Р. Леонкавалло), Рудольф («Богема» Дж. Пуччини), Вашек («Проданная невеста» Б. Сметаны), Принц («Русалка» А. Даргомыжского) и другие. Гастролировал в Михайловском театре, Фрунзеском оперном театре, Ташкентском государственном оперном театре им. А. Навои и других.
В 1958 году переехал в Московскую область, где по направлению Московского Областного Комитета по Культуре, был послан в один из районных центров Подмосковья г. Луховицы для организации первой в районе музыкальной школы, и последствии возглавил Удельнинскую музыкальную школу. В 1970 году основал детскую музыкальную школу в Малаховке, которой руководил бессменно до дня своей смерти; в настоящее время Малаховская детская школа искусств носит имя Л. И. Ковлера. Параллельно с педагогической и административной деятельностью, многократно выступал с концертными программами песен на языке идиш. В 1992 году удостоен звания Заслуженного работника культуры Российской Федерации.
Похоронен на еврейском кладбище посёлка Малаховка (Люберецкий район).
Известный израильско-американский композитор Матти Ковлер — внук Л. И. Ковлера.

## Творчество

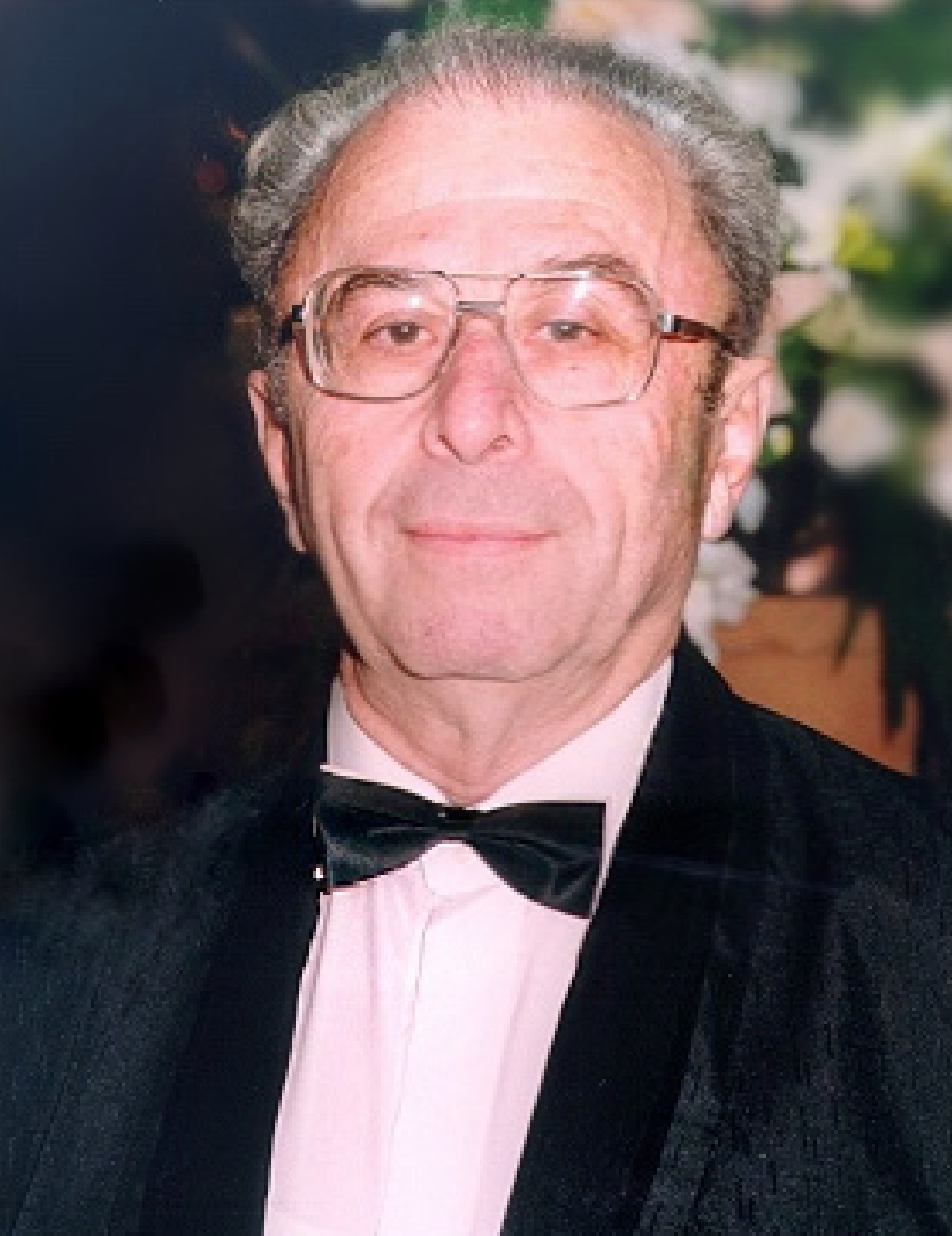
Леонид Ковлер

### Избранные Партии
- Герман («Пиковая дама»)
- Садко («Садко»)
- Канио («Паяцы»)
- Дон Хозе («Кармен»)
- Рудольф («Богема»)
- Принц («Русалка»)
- Вашек («Проданная невеста»)

## Дискография

### CD
- 2018 — Leonid Kovler Sings Yiddish, Floating Tower Records[7][8][9]